# ディアボーン (ミシガン州)
ディアボーン（Dearborn）は、アメリカ合衆国ミシガン州南東部、ウェイン郡に位置する都市。デトロイトの西に隣接する。人口は10万9976人（2020年）。
ディアボーンはヘンリー・フォードを生んだ地であり、またフォード・モーターが本社を置く地でもある。ディアボーンにあるフォードのリバー・ルージュ工場は、初期にはフォード・モデルTを、また1960年代にはフォード・マスタングを生産していた。全盛期には、この工場は120,000人の従業員を抱えていた。

## 歴史
この地に最初のヨーロッパ人入植地が設けられたのは1786年のことであった。ディアボーンの村は1836年に設立された。村の名は独立戦争における将軍で、第3代大統領トーマス・ジェファーソンの下で第5代陸軍長官を務めたヘンリー・ディアボーンにちなんでつけられた。1929年には、デトロイトへの吸収合併を避けたフォードソンとの合併が成立し、現在の市域が確立された。当時の2つの町の間には未開発の地域が多く、現在でも部分的に開発が進まないままで残っている。
古くは一面の農地だったこの一帯の土地を購入したヘンリー・フォードは、この地にフェア・レーンという自らの邸宅やフォード・モーターの本社を建てた。1925年には、全米最初の近代空港の1つであるフォード空港が設置され、シカゴとの間の便が就航した。このフォード空港は、1947年にデトロイト・メトロポリタン・ウェイン・カウンティ空港が開港するまで使用された。その後、この空港はフォードの試験場に転用された。

## 地理

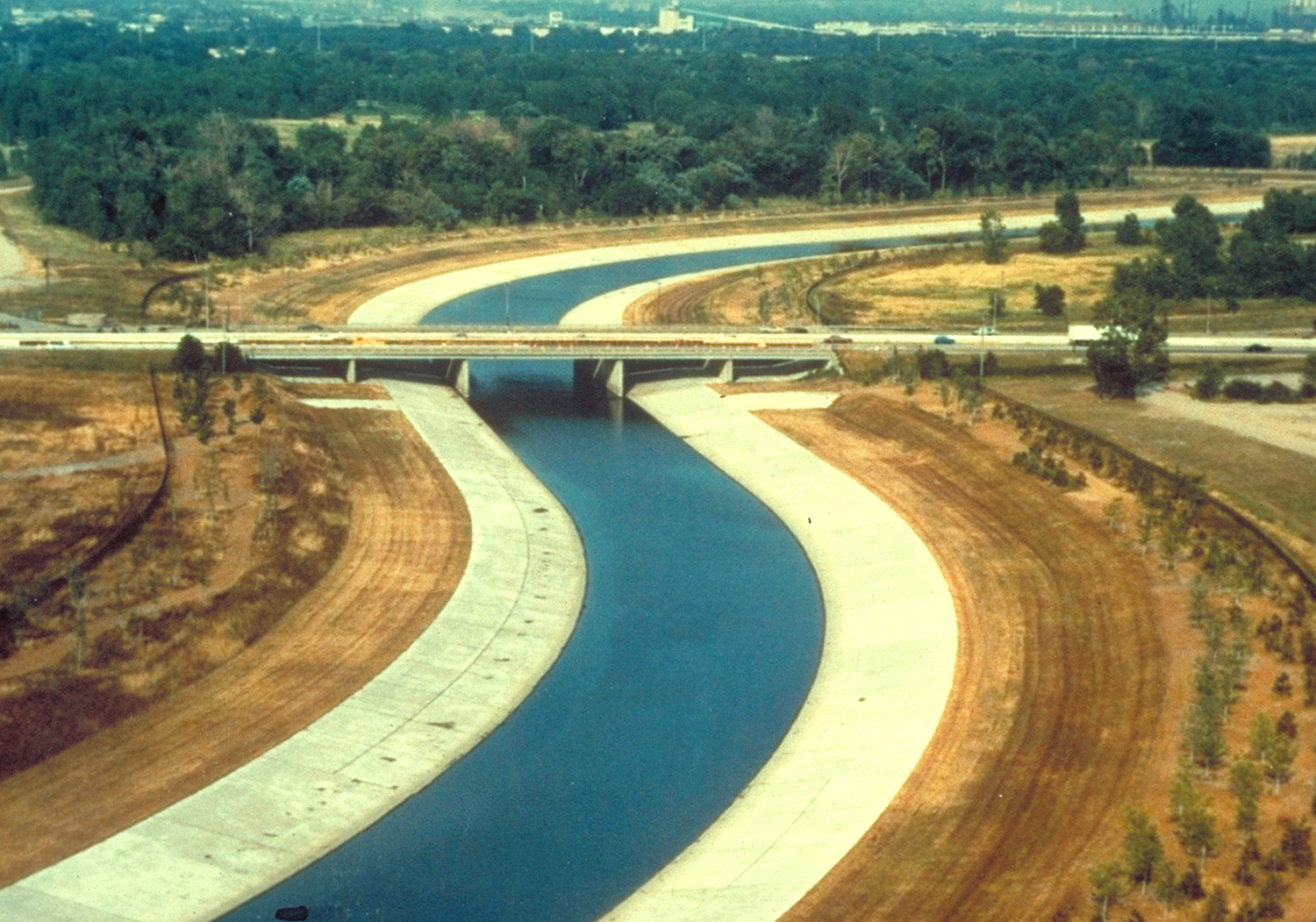
ルージュ川とミシガン州道39号線

ディアボーンは北緯42度18分41秒 西経83度12分49秒 / 北緯42.31139度 西経83.21361度に位置している。デトロイトの西に隣接しており、ダウンタウンからは西へ約10kmに位置する。アメリカ合衆国統計局によると、ディアボーン市は総面積63.3km²（24.5mi²）である。そのうち63.1km²（24.4mi²）が陸地で0.2km²（0.1mi²）が水域である。総面積の0.37%が水域となっている。
市内にはルージュ川が流れている。ヘンリー・フォードの屋敷の敷地内では、ルージュ川には人工の滝が設けられ水力発電がなされていた。ルージュ川の3本の支流はディアボーンで合流する。ルージュ川はリバー・ルージュ工場の近くでは船舶の航行のために人工的に川幅を広げられ、運河として整備されている。

## 交通
ディアボーンを含むデトロイト都市圏の玄関口となっている空港はデトロイト・メトロポリタン・ウェイン・カウンティ空港（IATA: DTW）である。6本の滑走路を有する全米有数の大空港であり、またデルタ航空(旧ノースウェスト航空)のハブでもある同空港には、全米のみならず、太平洋路線や大西洋路線を含む国際線も多数発着する。
デトロイト都市圏をカバーする高速道路網はディアボーンも通っている。市の南東には州間高速道路I-94が通っている。また、市の西側には高速道路規格となっているミシガン州道39号線が南北に走っている。
アムトラックのディアボーン駅にはシカゴとデトロイト北郊のポンティアックを結ぶ中距離列車、ウォルバリン号が停車する。シカゴ方面にはアナーバーやカラマズーを、ポンティアック方面にはデトロイトのダウンタウンを通る。ウォルバリン号はシカゴからグランドラピッズへ向かうペレ・マーケット号、ポートヒューロンへ向かうブルー・ウォーター号とあわせて、ミシガン線(Michigan Services)と呼ばれる3本の中距離列車のうちの1つである。

## 教育
ディアボーンにはミシガン大学ディアボーン校がキャンパスを置いている。同校はアナーバーの本校やフリント校とあわせて、ミシガン大学システムを形成する3つの州立大学のうちの1つである。同校は約8,000人の学生を抱えている。
ディアボーンのK-12課程は西に隣接するディアボーンハイツ市の一部も含めて、ディアボーン公立学区の運営下にある公立学校によって支えられている。同学区は3校の主要な高等学校を含む34校の公立学校を抱えている。

## 人口動態
ディアボーンは歴史的にアイルランド系、ドイツ系、およびポーランド系の住民が多く住んでいる。彼らは19世紀中盤から20世紀初頭にかけてこの地に移入してきた移民の子孫である。またディアボーンには、アルメニア系の住民も多い。彼らの多くは、オスマン帝国が崩壊したときに渡米してきた難民とその子孫である。一方、黒人人口率が総人口の約8割に達する東隣のデトロイトとは異なり、アフリカ系の住民は少ない。
そして、現代のディアボーンにはアラブ系住民の巨大なコミュニティができている。ディアボーンにおけるアラブ系アメリカ人の人口は、全米でもニューヨークに次ぐ大きさで、ディアボーンの30倍以上の人口を有するロサンゼルスよりも多い。ディアボーンにおけるアラブ系住民は約30,000人を数え、総人口の33.4%に達する。また、アラビア語を第一言語とする住民は総人口の29.3%を占める。最初のアラブ系住民は1900年代中盤、ディアボーンの自動車工場で働く労働者として移入してきたレバノン系のキリスト教徒であった。やがてイラク系、イエメン系、パレスチナ系などのイスラム教徒が移入してきた。ディアボーンには北米最大のモスク、イスラミック・センター・オブ・アメリカが立地している。2005年1月には、このディアボーンの地に国立アラブ・アメリカン博物館が開館した。同館はアラブ系アメリカ人の歴史や文化を紹介する博物館としては世界初のもので、スミソニアン協会とも提携している。アラブ系の住民は主に市の東側に住んでいるが、近年では西側にもその居住地区が広がってきている。
| ディアボーン市 年代ごとの人口推移 |           |
| 1900年                            | 844人     |
| 1910年                            | 911人     |
| 1920年                            | 2,470人   |
| 1930年                            | 50,358人  |
| 1940年                            | 63,589人  |
| 1950年                            | 94,994人  |
| 1960年                            | 112,007人 |
| 1970年                            | 104,199人 |
| 1980年                            | 90,660人  |
| 1990年                            | 89,286人  |
| 2000年                            | 97,775人  |
| 2010年                            | 98,153人  |
| 2020年                            | 109,976人 |

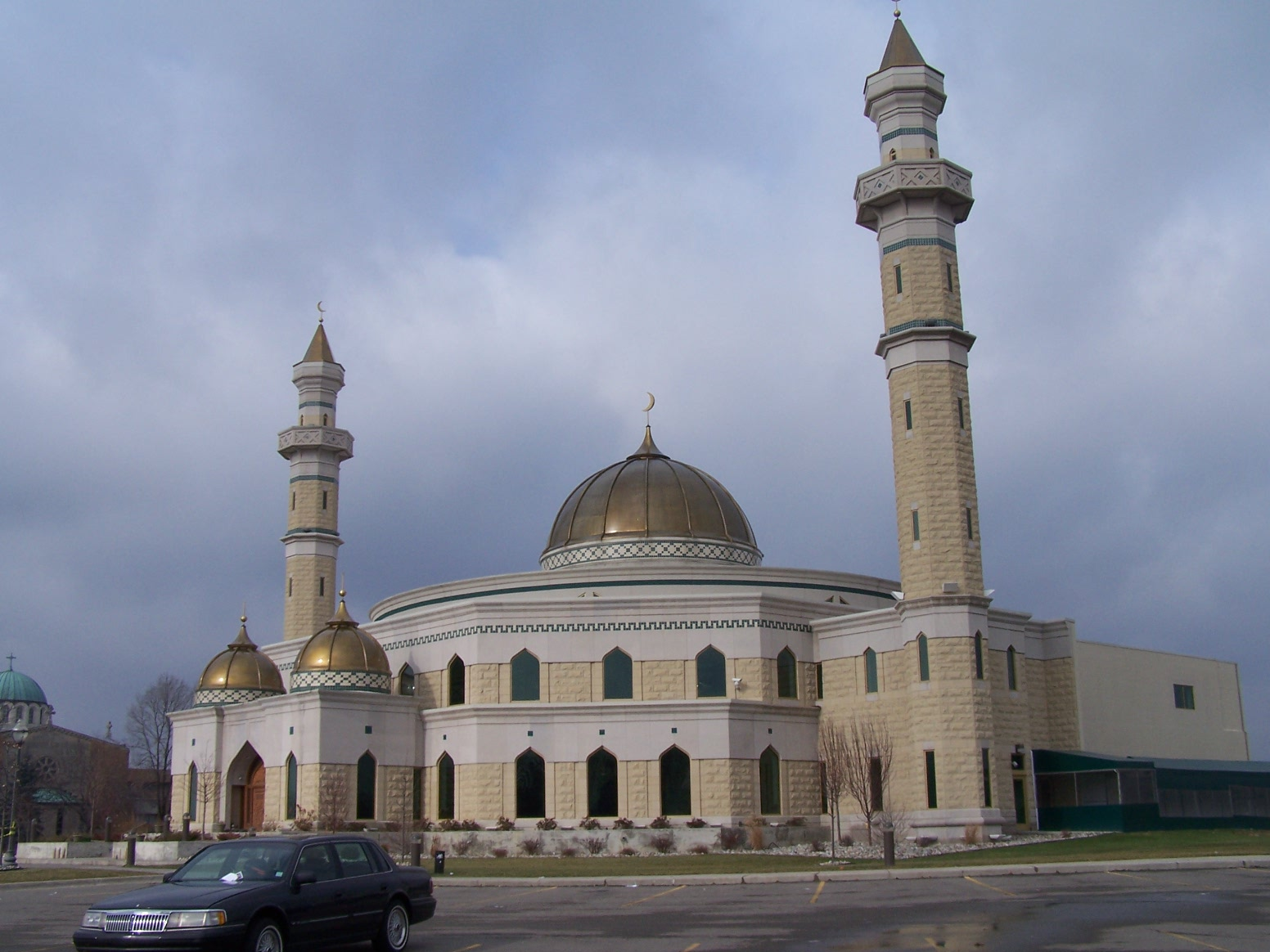
イスラミック・センター・オブ・アメリカ

以下は2000年国勢調査による人口統計データである。
| 基礎データ - 人口: 97,775人 - 世帯数: 36,770世帯 - 家族数: 23,863家族 - 人口密度: 1,549.7人/km²（4,013.2人/mi²） - 住居数: 38,981軒 - 住居密度: 617.8軒/km²（1,600.0軒/mi²） 人種別人口構成 - 白人: 86.86% - アフリカン・アメリカン: 1.28% - ネイティブ・アメリカン: 0.26% - アジア人: 1.47% - 太平洋諸島系: 0.01% - その他の人種: 0.73% - 混血: 9.38% - ヒスパニック・ラテン系: 3.00% 年齢別人口構成 - 18歳未満: 27.8% - 18-24歳: 8.3% - 25-44歳: 29.2% - 45-64歳: 19.1% - 65歳以上: 15.6% - 年齢の中央値: 34歳 - 性比（女性100人あたり男性の人口） - 総人口: 99.0 - 18歳以上: 96.5 | 世帯と家族（対世帯数） - 18歳未満の子供がいる: 31.3% - 結婚・同居している夫婦: 51.0% - 未婚・離婚・死別女性が世帯主: 9.4% - 非家族世帯: 35.1% - 単身世帯: 30.9% - 65歳以上の老人1人暮らし: 14.7% - 平均構成人数 - 世帯: 2.65人 - 家族: 3.42人 収入と家計 - 収入の中央値 - 世帯: 44,560米ドル - 家族: 53,060米ドル - 性別 - 男性: 45,114米ドル - 女性: 33,872米ドル - 人口1人あたり収入: 21,488米ドル - 貧困線以下 - 対人口: 16.1% - 対家族数: 12.2% - 18歳未満: 24.4% - 65歳以上: 7.6% |

## 姉妹都市
ディアボーンはレバノンのカナと姉妹都市提携を結んでいる。

## 註
1. ↑  “City of Dearborn, Michigan”.   City of Dearborn, Michigan. 2012年8月25日閲覧。
2. ↑  “American FactFinder”.   United States Census Bureau. 2013年1月2日閲覧。
3. ↑  “Population Estimates”.  United States Census Bureau. 2014年8月14日閲覧。
4. ↑  U.S. Geological Survey Geographic Names Information System: ディアボーン (ミシガン州)
5. ↑  History of the Area Archived 2007年7月21日, at the Wayback Machine.. Heritage Newspapers.
6. ↑  Rev. Horace L. Sheffield, III, Denounces 'Residents Only' Policy at New Dearborn Civic Center as Racist Attempt to Limit Access by African-Americans[リンク切れ]. PR Newswire. 2001年6月15日.
7. ↑  The Arab Population: 2000. pp.7-8. U.S.Census Bureau. 2003年12月.
8. ↑  Home. Islamic Center of America.
9. ↑  Affiliate Directory アーカイブ 2009年2月15日 - ウェイバックマシン. Smithsonian affiliations.
10. ↑  About the Museum. Arab American National Museum.